# Dolores del Río
Dolores del Río (właśc. María de los Dolores Asúnsolo y López Negrete; ur. 3 sierpnia 1904 w Durango, zm. 1983 w Newport Beach) – meksykańska aktorka filmowa, teatralna i telewizyjna, pierwsza latynoska gwiazda filmowa. Trzykrotna zdobywczyni nagrody filmowej Ariel, nazywanej "meksykańskim Oscarem".

## Życiorys
Urodziła się w 1905 w zamożnej meksykańskiej rodzinie. Jej rodzicami byli Antonia i Jesus Asúnsolo. Ojciec przyszłej aktorki pracował jako dyrektor banku w Durango. W 1910 podczas rewolucji meksykańskiej musiał uciekać do USA. Dolores wraz z matką zamieszkała tymczasem w Meksyku. Tam ukończyła francuską szkołę prywatną przy klasztorze św. Józefa.
W 1921, mając szesnaście lat, została wydana za mąż za starszego od siebie o 18 lat prawnika Jaimiego Martíneza. Para udała się w podróż po Europie, gdzie Dolores wykorzystywała swoje umiejętności taneczne, występując dla francuskich żołnierzy wracających z Maroka.
Wraz z mężem zamieszkała w Meksyku. Tam poznała reżysera Edwina Carewe, który zaproponował jej kontrakt filmowy. Dolores i Jamie wyruszyli do Hollywood. On próbował swoich sił jako scenarzysta filmowy, ona – jako aktorka.
W 1925 zadebiutowała w filmie Joanna. Jej kariera rozwijała się szybko – zagrała m.in. w Jaka jest cena sławy, który był jednym z najbardziej dochodowych filmów roku, oraz w Zmartwychwstaniu (na podstawie utworu Lwa Tołstoja) i Ramonie; ta ostatnia rola przyniosła jej uznanie krytyki. W 1926 wygrała konkurs piękności WAMPAS Baby Star. W latach 20. XX w. była jedną z dziesięciu najlepiej zarabiających aktorek.
Grała kobiety różnego pochodzenia – rosyjską wieśniaczkę, Francuzkę, Hiszpankę czy Polinezyjkę. Dzięki temu, że początek jej kariery przypadał na okres kina niemego, fakt, że Dolores del Rio początkowo słabo mówiła po angielsku, nie przeszkadzał jej w zdobywaniu ról.
W 1928 rozwiodła się z Jaimim Martínezem. W 1930 wyszła za Cedrica Gibbonsa.
W 1930 Del Rio wystąpiła w swoim pierwszym filmie dźwiękowym. Podpisała intratny kontrakt z United Artists, jednak utraciła go ze względu na poważną chorobę. Jej następny kontrakt podpisany był z RKO Pictures. W 1933 wystąpiła wraz z Ginger Rogers i Frede Astaire'm w filmie Karioka.
W 1941 rozwiodła się z Cedrikiem Gibbonsem. Miała w tamtym okresie romans z Orsonem Wellesem.
W 1942 aktorka postanowiła wrócić do Meksyku. Była rozczarowana amerykańskim przemysłem filmowym, który oferował jej role wyłącznie oparte na jej urodzie, nie dające jej szansy na wykazanie się umiejętnościami aktorskimi. Była też stęskniona za ojczyzną i rodakami oraz chciała uczestniczyć w rozwoju meksykańskiego kina. Nawiązała współpracę z reżyserem Emilio Fernándezem. Wspólnie nakręcili m.in. filmy Polny kwiat, Maria Candelaria. Ten ostatni film zdobył Złotą Palmę na pierwszym w historii MFF w Cannes oraz nagrodę na MFF w Locarno. Przyczynił się on do popularyzacji kina meksykańskiego na świecie oraz uczynił z del Rio gwiazdę światowego formatu.
Za swoje kolejne meksykańskie filmy otrzymała 3 nagrody filmowe Ariel – za Porzuconych, film Doña Perfecta i El Niño y la niebla. W latach 40. i 50. XX wieku była najważniejszą meksykańską aktorką. W latach 50. występowała także w teatrze, m.in. w Wachlarzu Lady Windermere oraz Upiorach Ibsena.
W 1947 wystąpiła w Uciekinierze Johna Forda i był to jej ostatni występ w amerykańskim filmie aż do 1960, kiedy zagrała w Płonącej gwieździe z Elvisem Presleyem. Jedną z przyczyn tej nieobecności w kinie amerykańskim mogła być pomoc, jakiej del Rio udzieliła antyfrankistowskim uchodźcom po hiszpańskiej wojnie domowej, co było źle widziane w ogarniętym antykomunistyczną podejrzliwością Hollywood okresu zimnej wojny.
Zasiadała w jury konkursu głównego na 10. MFF w Cannes (1957).
W 1960 wyszła za reżysera i producenta Lewisa Rileya. W latach 60. jej kariera znacznie zwolniła – grywała już zdecydowanie rzadziej. Poświęciła się za to działalności charytatywnej, prowadząc Estancia Infantil – placówkę opieki dziennej dla dzieci meksykańskich artystów. W ośrodku tym szczególne znaczenie miał rozwój dzieci poprzez kontakt ze sztuką – tańcem i muzyką.
W 1978 zagrała w swoim ostatnim filmie – Sanchez i jego dzieci. Zmarła 11 kwietnia 1983 w wyniku przewlekłego zapalenia wątroby.

## Filmografia
- 1925: Joanna
- 1926: The Whole Town's Talking
- 1926: High Steppers
- 1926: Pals First
- 1926: Jaka jest cena sławy
- 1927: The Loves of Carmen
- 1927: Zmartwychwstanie
- 1928: The Gateway of the Moon
- 1928: No Other Woman
- 1928: The Red Dance
- 1928: Ramona
- 1929: Evangeline
- 1930: The Bad One
- 1932: Płomień
- 1932: Rajski ptak
- 1933: Karioka
- 1934: Wonder Bar
- 1934: Madame du Barry
- 1935: I Live for Love
- 1935: A Dream Comes True
- 1935: The Widow from Monte Carlo
- 1935: In Caliente
- 1936: Przyspieszenie
- 1937: The Devil’s Playground
- 1937: Lancer Spy
- 1937: Ali Baba Goes to Town
- 1938: International Settlement
- 1939: Człowiek z Dakoty
- 1942: Podróż do krainy strachu
- 1943: Polny kwiat
- 1944: Maria Candelaria
- 1945: Porzuceni
- 1945: Bugambilia
- 1945: La Selva de Fuego
- 1946: La Otra
- 1947: Uciekinier
- 1948: Historia de una mala mujer
- 1949: La Malquerida
- 1949: La Casa chica
- 1950: Doña Perfecta
- 1951: Deseada
- 1953: El Niño y la niebla
- 1953: Reportaje
- 1955: Senora Ama
- 1956: Toreo
- 1958: A donde van nuestros hijos?
- 1959: La Cucaracha
- 1960: El Pecado de una madre
- 1960: Płonąca gwiazda
- 1964: Jesień Czejenów
- 1966: Casa de Mujeres
- 1967: Hijo de Todas
- 1967: C'era una Volta

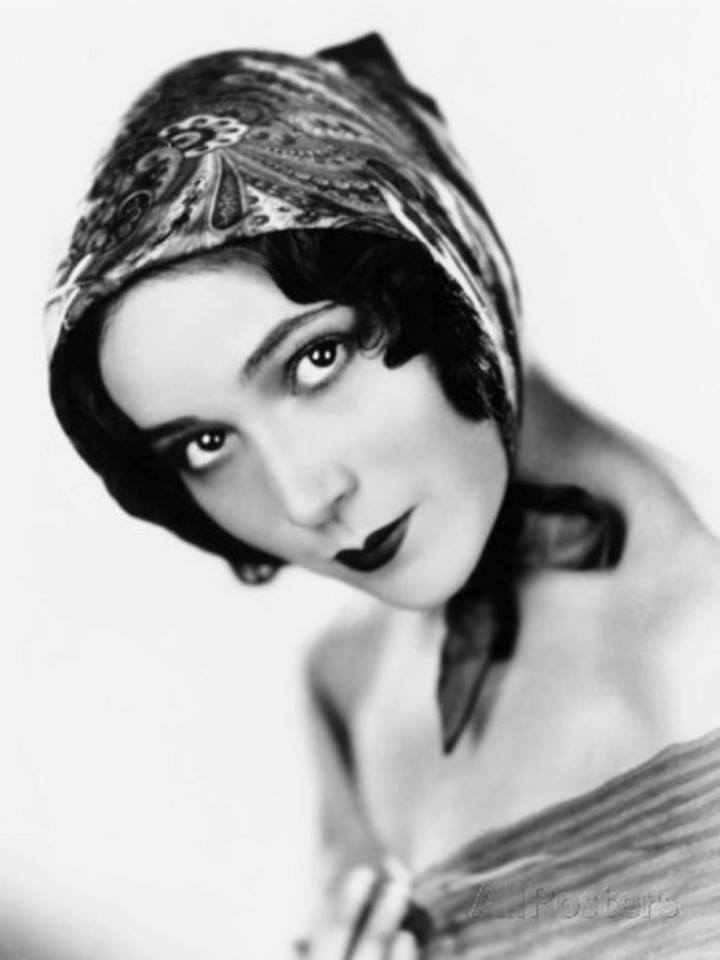
Dolores del Río (1929)

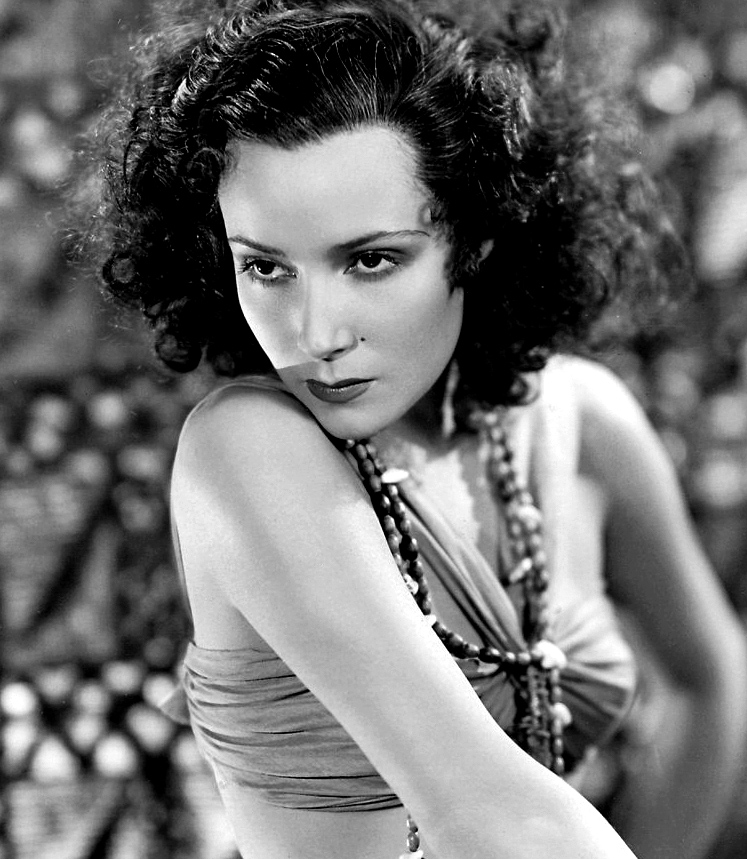
Dolores del Río (1932)

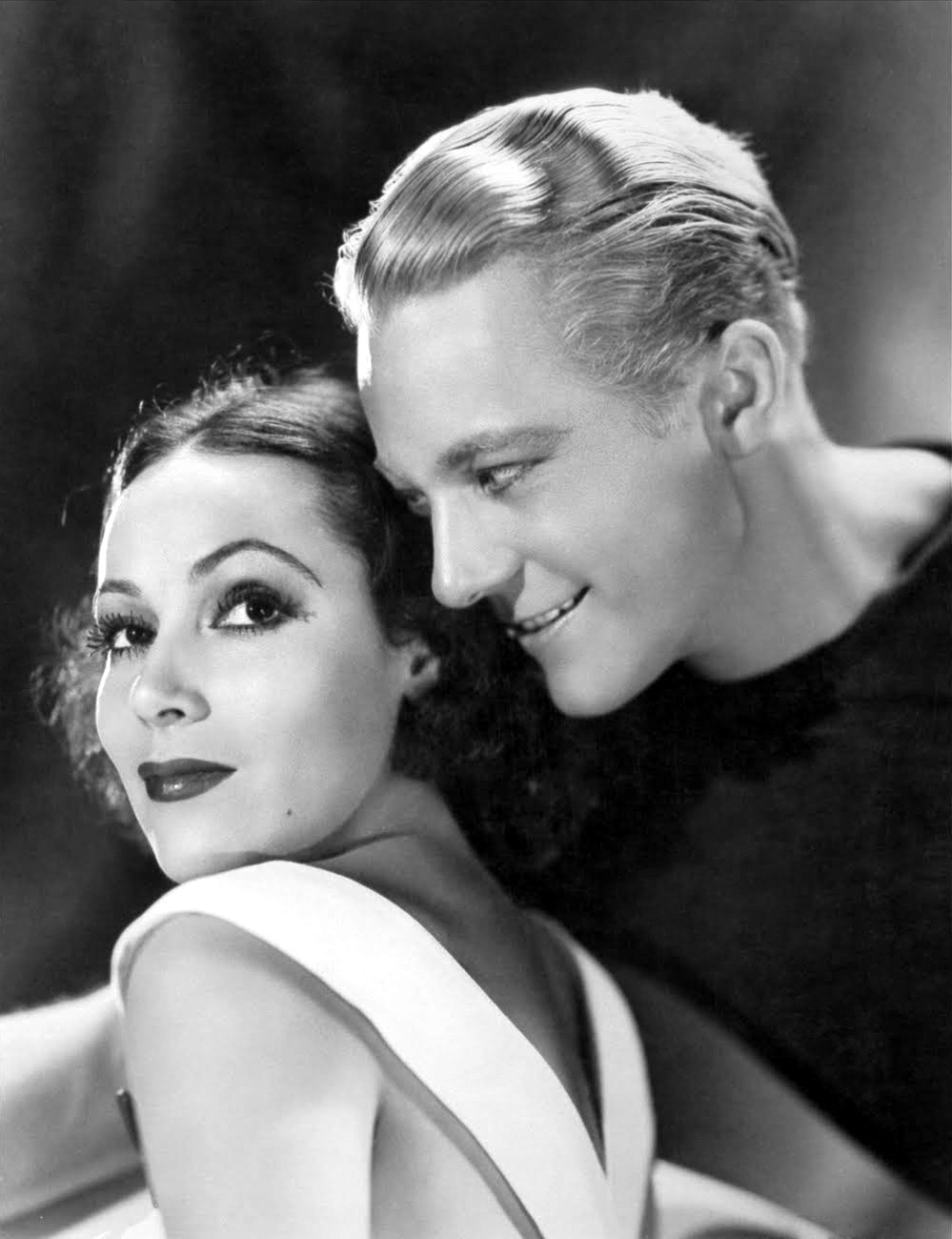
Dolores del Río i Gene Raymond w filmie Karioka (1933)

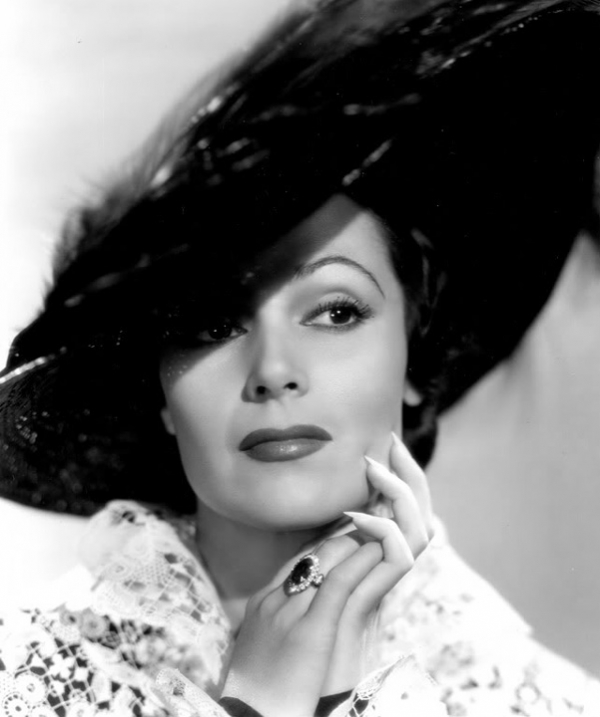
Dolores del Río (1938)

- 1978: Sanchez i jego dzieci[7]